# 12574 LONEOS
12574 LONEOS (1999 RT) là một tiểu hành tinh vành đai chính được phát hiện ngày 4 tháng 9 năm 1999 bởi C. W. Juels ở Fountain Hills.